# کیم کرازبی
کیم کرازبی (انگلیسی: Kim Crosby زادهٔ ۱۱ ژوئیهٔ ۱۹۶۰) یک هنرپیشه و خواننده اهل ایالات متحده آمریکا است.
او دانش‌آموختهٔ «دانشگاه متودیست جنوبی» و «مدرسهٔ موسیقی منهتن» است و فعالیت‌های هنری‌اش را با ایفای نقش در نمایشنامهٔ موزیکال «دختران جِری» در تئاتر برادوی در سال ۱۹۸۶-۱۹۸۵ آغاز نمود.
از فیلم های او می توان به تارزان در منهتن اشاره نمود.